# オバチャン保険調査員 赤宮楓のマル秘事件簿
『オバチャン保険調査員 赤宮楓のマル秘事件簿』（オバチャンほけんちょうさいん あかみやかえでのマルひじけんぼ）は、2017年8月21日にTBS系「月曜名作劇場」で放送されたテレビドラマ。主演は泉ピン子。

## キャスト

### 保険調査会社「真心・リサーチ」
赤宮楓
演 - 泉ピン子
代表。保険調査員。元保険外交員。コロッケ作りが得意。
丸田誠司
演 - 段田安則
社員。楓の相棒。元サラリーマン。楓から「丸ちゃん」と呼ばれている。
リュウ
演 - 窪塚俊介
「真心・リサーチ」の調査を請け負っている、フリーの保険調査員。
吉森小春
演 - 小池里奈
新入社員。就職活動で98回落ち、99回目で内定をもらう。

### 楓の家族
岩倉鉄推
演 - 岡田浩暉
楓の娘婿。警視庁捜査一課の刑事。非番の日は咲の店の手伝いをしている。
岩倉咲
演 - 山田まりや
楓の娘。鉄推の妻。生花店「フローレンス・咲」を経営。

### その他
- 篠野忍（老舗和菓子店「ささ野」女将・明憲の妻・元ホステス） - 横山めぐみ（少女期：横溝菜帆）
- 篠野秀雄（明憲の兄・ささ野配送センター 社長） - 松澤一之
- 篠野みさえ（明憲の妹・15年前結婚し4年で離婚後は独身） - 西尾まり
- 篠野明憲（老舗和菓子店「ささ野」6代目社長・秀雄とみさえは腹違いの兄妹） - 八十田勇一
- 牧本康広（西多摩射撃場 従業員） - エド山口
- 三島大我（柏崎興産 社員） - 脇知弘
- 西原貴史（あけぼの生命 社員） - 桜井聖
- 戸川（漫画家のマネージャー） - 大西礼芳
- アナウンサー - 川合千里
- 青木クリニック 長期入院患者 - マギー直樹、井川哲也、冨永竜
- 青木クリニック 新規入院患者 - 白石タダシ
- 山形県刀根里の住民 - 内野智、小路さとし、澤口夏奈子
- 組長 - 森里一大
- 真山芳樹（世田谷北警察署 刑事） - 渡辺徹
- ラーメン屋店主 - 村田雄浩
- 漫画家 - 徳井優
- 「週刊新海」記者 - 森山栄治
- ストーカー保険詐欺の女 - 押田瑞穂
- 青木クリニック 事務職員 - 湯浅景介
- 篠野明憲宅の家政婦 - ふくまつみ
- クラブのママ（忍の元ホステス仲間） - 服部幸子
- 佐々木（38年前 転落死した佐々木光夫の母） - 塩出純子
- 闇金従業員（リュウの知り合い） - 生島勇輝
- 大谷（忍が以前住んでいたアパート大家） - 小貫加恵
- お年寄り（桜の撮影者） - 五頭岳夫
- 柏崎純一（柏崎興産 社長・旧姓「松村」） - 宇梶剛士（少年期：田中奏生）
- 青木宣之（青木クリニック 院長） - 大杉漣
- 堂島泰造（赤宮楓の友人・猟朋会 会長） - 北村総一朗

## スタッフ
- 原案 - 小幡兼路「特命!現役保険調査員の事件簿」（文芸社刊）
- 脚本 - 李正姫
- プロデューサー - 川上裕（MBS）、山崎統司（ドリマックス）
- 演出 - 竹園元
- 編成 - 池田尚弘
- 製作 - MBS、TBS
- 制作 - ドリマックス